# Кангерсуатсиак
Кангерсутсиак (гренл. Kangersuatsiaq, датское название Прёвен, дат. Prøven, старая орфография Kangerssuatsiaq) — поселение в коммуне Каасуитсуп в северо-западной Гренландии. Население на январь 2005 года составляло 230 человек.

## Транспорт
Air Greenland обслуживает деревню в рамках государственного контракта. Проводятся полёты из Кангерсуатсиака в Упернавик.